# Hypseleotris
Hypseleotris es un género de peces de la familia Eleotridae, del orden Perciformes. Este género marino fue descrito por primera vez en 1863 por Theodore Nicholas Gill.

## Especies
Especies reconocidas del género:
- Hypseleotris aurea (Shipway, 1950)
- Hypseleotris barrawayi Larson, 2007[2]
- Hypseleotris compressa (J. L. G. Krefft, 1864)
- Hypseleotris compressocephalus (W. Chen, 1985)
- Hypseleotris cyprinoides (Valenciennes, 1837)
- Hypseleotris ejuncida Hoese & G. R. Allen, 1982
- Hypseleotris everetti (Boulenger, 1895)
- Hypseleotris galii (J. D. Ogilby, 1898)
- Hypseleotris guentheri (Bleeker, 1875)
- Hypseleotris hotayensis (Đ. Y. Mai, 1978)
- Hypseleotris kimberleyensis Hoese & G. R. Allen, 1982
- Hypseleotris klunzingeri (J. D. Ogilby, 1898)
- Hypseleotris leuciscus (Bleeker, 1853)
- Hypseleotris pangel Herre, 1927
- Hypseleotris regalis Hoese & G. R. Allen, 1982
- Hypseleotris tohizonae (Steindachner, 1880)